# Måns Gren

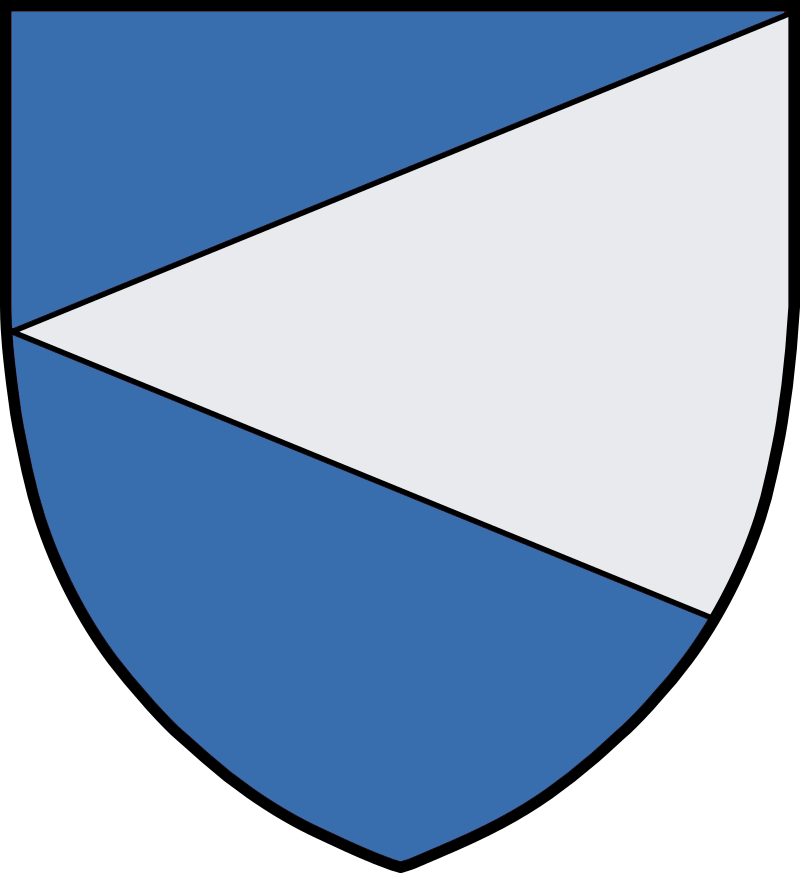
Ätten Grens vapen

Måns Gren, död 8 november 1520, var en svensk adelsman och riksråd. Han var son till riddaren och riksrådet Ivar Gren.

## Biografi
Gren var herre till Tidö slott, blev riksråd 1512, samt häradshövding över Tuhundra härad 1514. Han var en trogen anhängare till de yngre Sturarna. Han deltog i Hemming Gadhs småländska fälttåg 1507, var hövitsman på Öland 1510, delegerad vid det svenska rådsmötet i Köpenhamn 1513, hövitsman på Nyköpingshus efter 1516 och tog en verksam del i kustförsvaret vid Kristian II:s expeditioner mot Stockholm. Inom högadeln förefaller Gren ha varit en betrodd man. Han deltog i riksrådets rättegång mot Gustav Trolle 1517, hörde till undertecknarna av domen över denne och var delegerad vid fredsförhandlingarna 1518. Vid Kristian II:s erövring av Sverige 1520 slöt sig Gren till den lilla krets av Stureanhängare som in i det sista fortsatte kampen. Han halshöggs vid Stockholms blodbad 8 november 1520.